# 北ンデベレ語
北ンデベレ語（きたンデベレご、北ンデベレ語: isiNdebele saseNyakatho、英語: Northern Ndebele）は、ニジェール・コンゴ語族のベヌエ・コンゴ語群のバントゥー語群ングニ諸語に属す、ジンバブエ南西部で話される言語である。南アフリカ共和国の南ンデベレ語は近縁だが異なる言語である。

## 歴史
現在の北ンデベレ人（古くは英国人から英: Matabeleと呼ばれた）の中核を成すクマロ人 は、当初クワズール・ナタール州に住んでいたが、1822年、シャカ王率いるズールー人から攻撃を受け、ムズィリカズィ  (Mzilikazi)  に従って北の南アフリカ高原地帯に逃げた。1837年、多くはさらに北に逃げ、ジンバブエのマタベレランド（英: Matabeleland）に定着してンデベレ王国を築いた。この人々の言語が北ンデベレ語である。一方、高原地帯のプレトリア北東に残った人々の言語が南ンデベレ語である。両言語は分岐から1世紀も経っていないが、音韻、文法で違いが現れている。
現在、ンデベレ人はジンバブエの 14% を占め、母語話者人口としてはショナ語に次いで多く、国の16の公用語の1つである。

## 音韻
ズールー語やコサ語と同様、吸着音を持つ。母音は a, e, i, o, u の 5 個である。

## 文法
SVO型である。このうち、述語のみが必須である。